# Sachsendorf (Cottbus)
Sachsendorf, niedersorbisch Knorawa, ist seit 1950 ein Stadtteil im Süden von Cottbus. Südlich des alten Dorfkerns an der heutigen Saarbrücker Straße wurde in den Jahren 1974 bis 1986 die Großwohnsiedlung Sachsendorf-Madlow erbaut.

## Lage
Sachsendorf liegt in der Niederlausitz, rund drei Kilometer südlich der Cottbuser Stadtmitte. Die Gemarkung von Sachsendorf grenzt im Norden an die Spremberger Vorstadt, im Osten an Madlow, im Süden an Groß Gaglow und Klein Gaglow und im Westen an Ströbitz. Nördlich von Sachsendorf bildet der Priorgraben die Grenze zur Spremberger Vorstadt.
Westlich von Sachsendorf liegen die Naturschutzgebiete Fuchsberg und Schnepfenried. Zwischen Sachsendorf und dem Kolkwitzer Ortsteil Hänchen liegt der Sachsendorfer See.

## Geschichte
Im Schmettauschen Kartenwerk von 1767/87 ist an der Stelle der heutigen Ortschaft der inzwischen nicht mehr existente Priorteich verzeichnet. Sachsendorf wurde zwischen 1781 und 1785 von sächsischen Kolonisten angelegt. Der Ortsname bezieht sich auf die Siedlungsgeschichte. Unter der sorbischen Bevölkerung in der Umgebung wurde die neue Siedlung „Knorawa“ genannt, dieser Name bezieht sich spöttisch auf die anfängliche Wohnsituation im Ort und bedeutet etwa „Hungerleider“ bzw. „hungerndes Dorf“. Zum Zeitpunkt der Ortsgründung lag Sachsendorf im Bereich der Herrschaft Cottbus, die als Exklave der Mark Brandenburg vollständig von sächsischem Gebiet umgeben war. Im Jahr 1782 lebten zehn Familien mit insgesamt 40 Personen, vier Jahre später waren es 66 Haushalte mit 220 Personen.
Nach dem Tilsiter Frieden von 1807 kam das Dorf zum Königreich Sachsen, wo es aber nur acht Jahre blieb. Bei der auf dem Wiener Kongress beschlossenen Teilung Sachsens wurde die Niederlausitz Teil des Königreichs Preußen, wo Sachsendorf fortan zur Provinz Brandenburg gehörte. Bei der Gebietsreform im Jahr 1816 wurde Sachsendorf dem Kreis Cottbus im Regierungsbezirk Frankfurt zugeordnet. Anfang der 1840er Jahre bestand der Ort aus 67 Wohngebäuden, hatte 319 Einwohner und gehörte kirchlich zu Madlow. Für das Jahr 1864 sind in Sachsendorf 489 Einwohner und eine Chausseegeldhebestelle verzeichnet. Bei der Volkszählung vom 1. Dezember 1871 hatte die Landgemeinde Sachsendorf 589 Einwohner in 126 Familien. Von den Einwohnern waren 274 Männer und 315 Frauen; 176 Einwohner waren Kinder unter zehn Jahren.

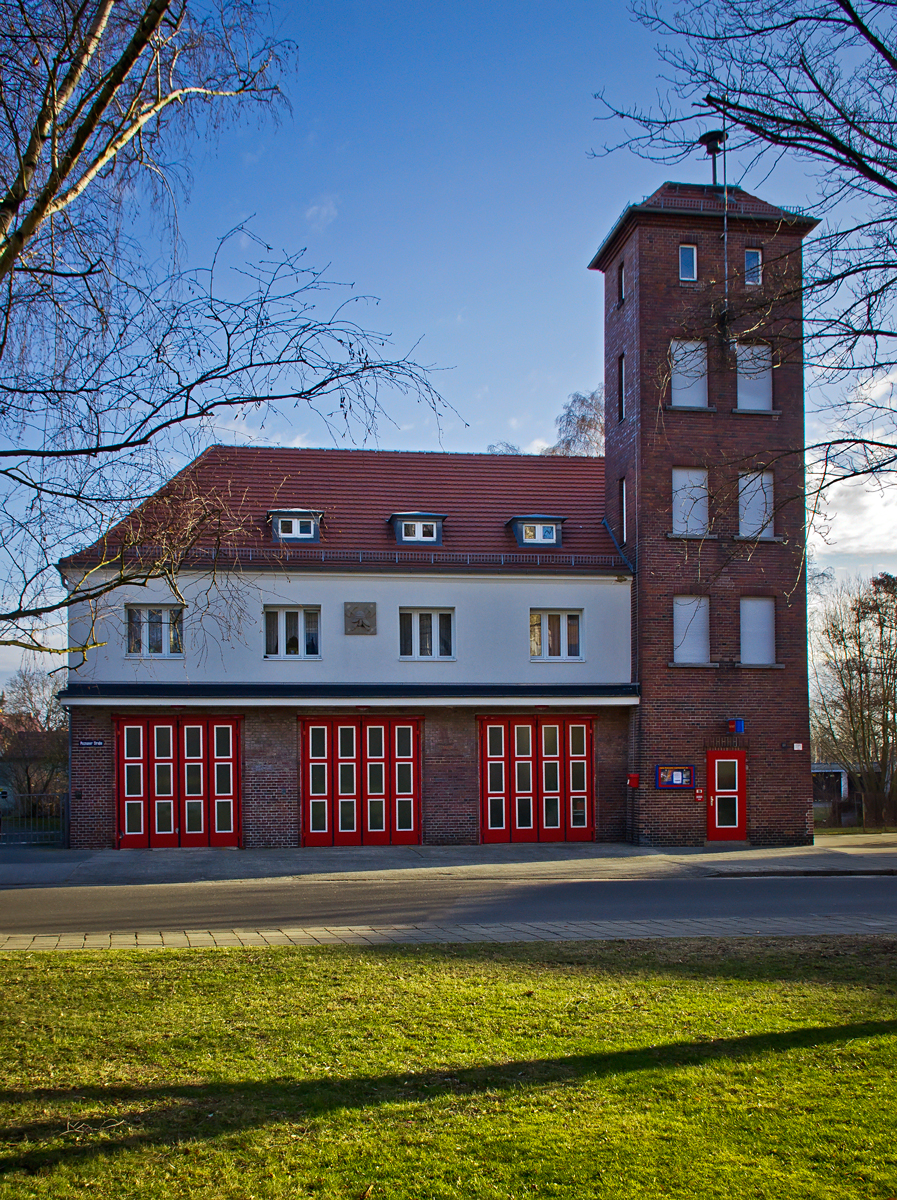
Feuerwehrhaus der Feuerwehr Sachsendorf

Im Jahr 1884 ermittelte Arnošt Muka für seine Statistik über die Sorbische Bevölkerung in der Lausitz in Sachsendorf eine Einwohnerzahl von 724, davon waren 250 Sorben, was einem Anteil von 35 Prozent entspricht. Der Anteil geht darauf zurück, dass Sachsendorf nicht historisch gewachsen ist und überwiegend von deutschsprachigen Personen besiedelt wurde. Am 1. Dezember 1895 hatte Sachsendorf 834 Einwohner. Ende des 19. Jahrhunderts wurde südlich von Sachsendorf ein Wasserturm zur Trinkwasserversorgung der Stadt Cottbus gebaut, der am 1. Dezember 1897 den Betrieb aufnahm. Im Jahr 1923 wurde die Freiwillige Feuerwehr Sachsendorf offiziell gegründet.

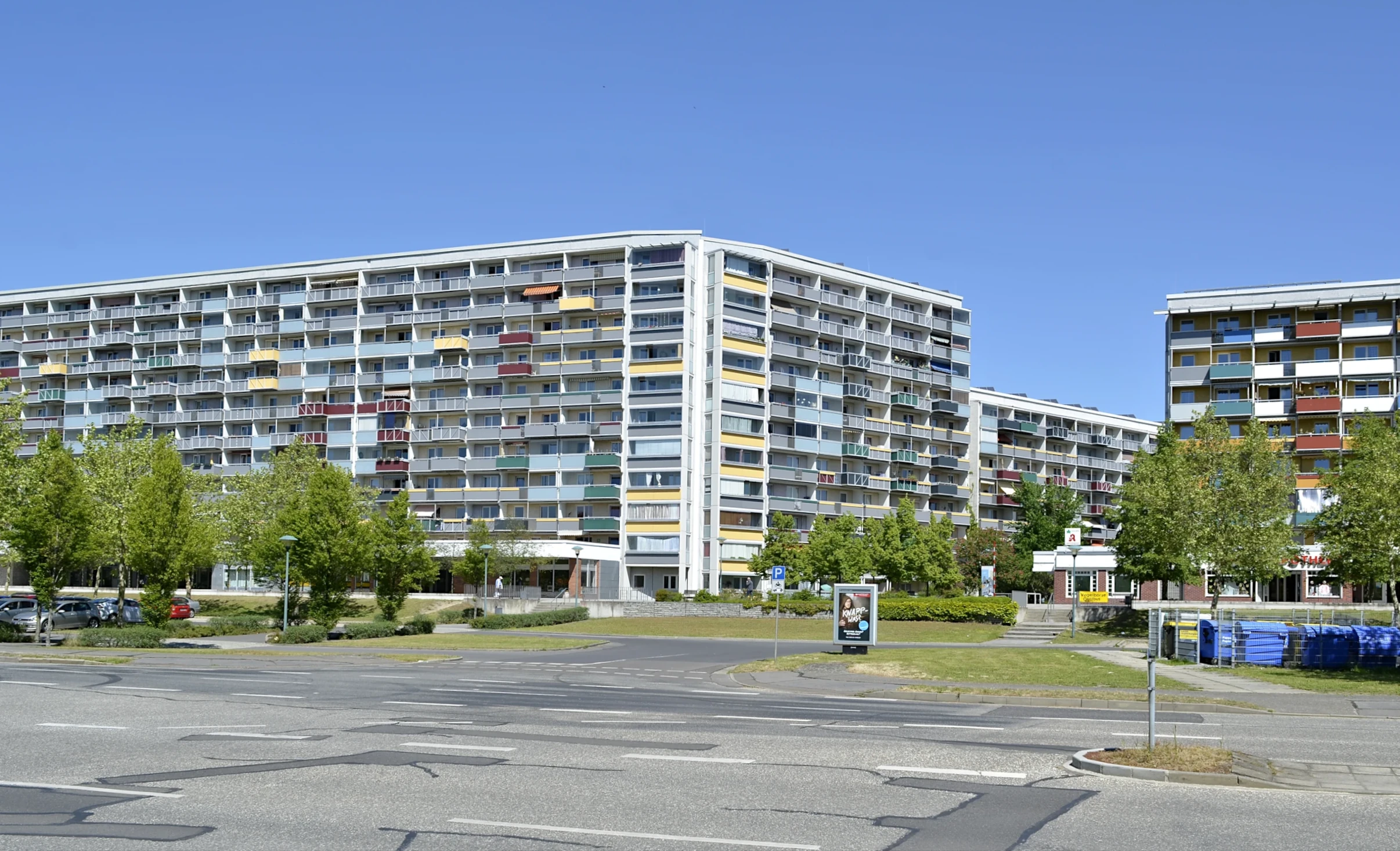
Großwohnsiedlung Sachsendorf-Madlow an der Gelsenkirchener Allee

Nach dem Ende des Zweiten Weltkrieges gehörte Sachsendorf zur Sowjetischen Besatzungszone und ab 1949 zur DDR. Am 1. Juli 1950 wurde Sachsendorf in die Stadt Cottbus eingemeindet, die zeitgleich in den Landkreis Cottbus eingegliedert wurde. Bei der Kreisreform am 25. Juli 1952 wurde Cottbus mit seinen Stadtteilen Kreisstadt des neuen Kreises Cottbus im Bezirk Cottbus, im Jahr 1954 wurde die Stadt aus dem Kreis herausgelöst und kreisfrei. Ab dem 17. September 1975 entstand südlich des historischen Ortskerns die Großwohnsiedlung Sachsendorf-Madlow mit Plattenbauten des Typs P2. Die ersten Wohnungen waren im Januar 1976 bezugsfertig, mit 12.500 Wohnungen war Sachsendorf-Madlow die größte in Plattenbauweise errichtete Wohnsiedlung des heutigen Landes Brandenburg. Im Zuge dessen wurde der Stadtteil auch an das Liniennetz der Cottbuser Straßenbahn angeschlossen.
Nach der deutschen Wiedervereinigung im Jahr 1990 entwickelten sich durch Deindustrialisierung und Betriebsstilllegungen soziale Probleme und Leerstände in den Wohngebieten, infolgedessen verlor der Stadtteil zwischen 1993 und 2005 fast die Hälfte seiner Einwohner. 1999 wurde das Gebiet in das Programm Soziale Stadt aufgenommen. Im Jahr 2003 wurden die ersten Plattenbauhäuser abgerissen, woraufhin die nachfolgenden Jahre zahlreiche weitere Häuser (insgesamt ca. 5.000 Wohnungen) aus dem Stadtbild verschwanden. Im Süden des Stadtteils sind komplette Wohnviertel zurückgebaut worden und werden seitdem von der Natur zurückerobert. Für das Jahr 2006 erhielt der Stadtteil den „Preis Soziale Stadt“ der deutschen Städtebauförderung.

## Bevölkerungsentwicklung
| Jahr | Einwohner |
| ---- | --------- |
| 1875 | 707       |

| Jahr | Einwohner |
| ---- | --------- |
| 1890 | 799       |

| Jahr | Einwohner |
| ---- | --------- |
| 1910 | 902       |

| Jahr | Einwohner |
| ---- | --------- |
| 1925 | 969       |

| Jahr | Einwohner |
| ---- | --------- |
| 1933 | 1083      |

| Jahr | Einwohner |
| ---- | --------- |
| 1939 | 1242      |

| Jahr | Einwohner |
| ---- | --------- |
| 1946 | 1155      |

Gebietsstand des jeweiligen Jahres

## Sehenswürdigkeiten, Kultur und Vereine

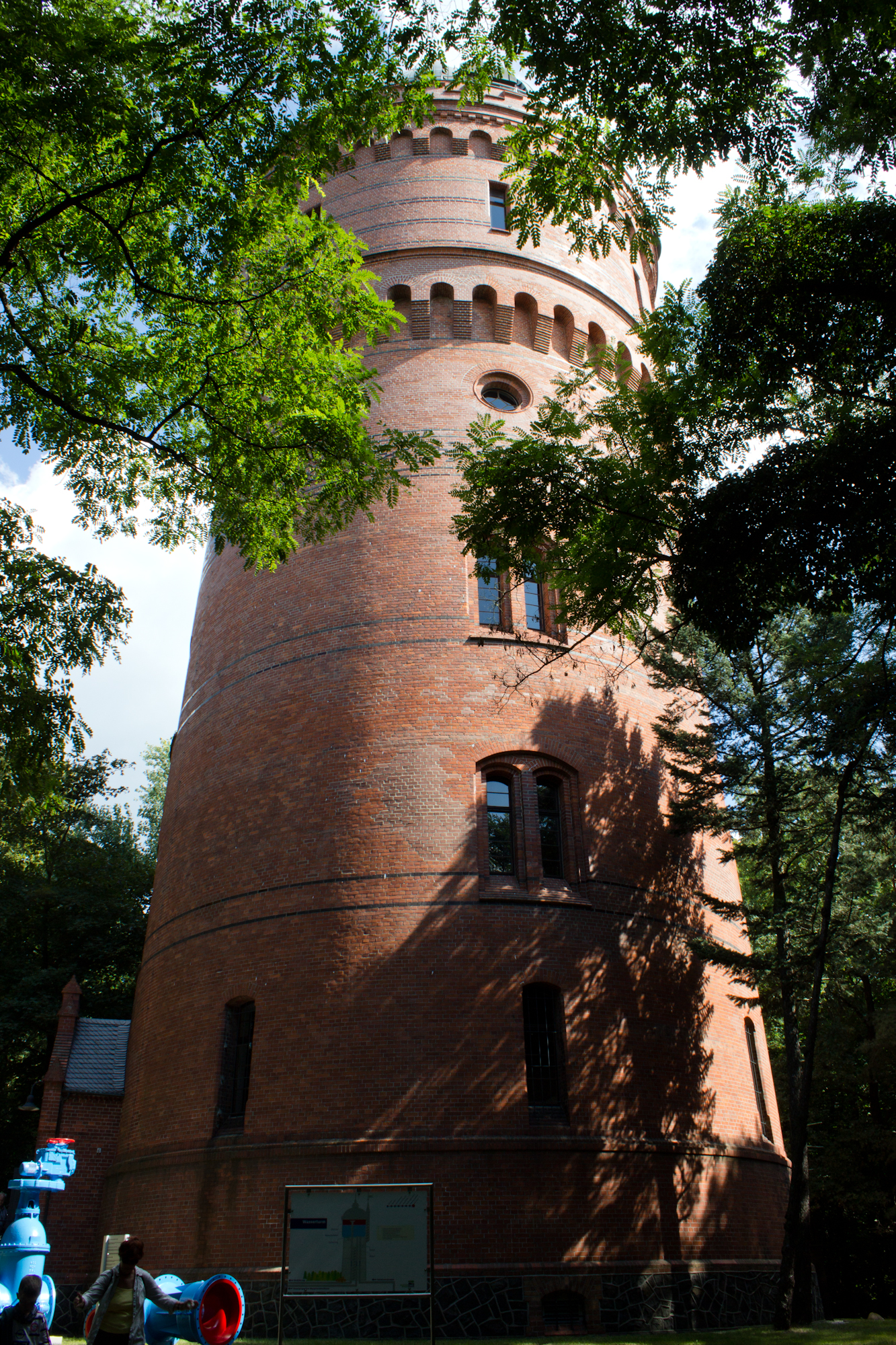
Wasserturm

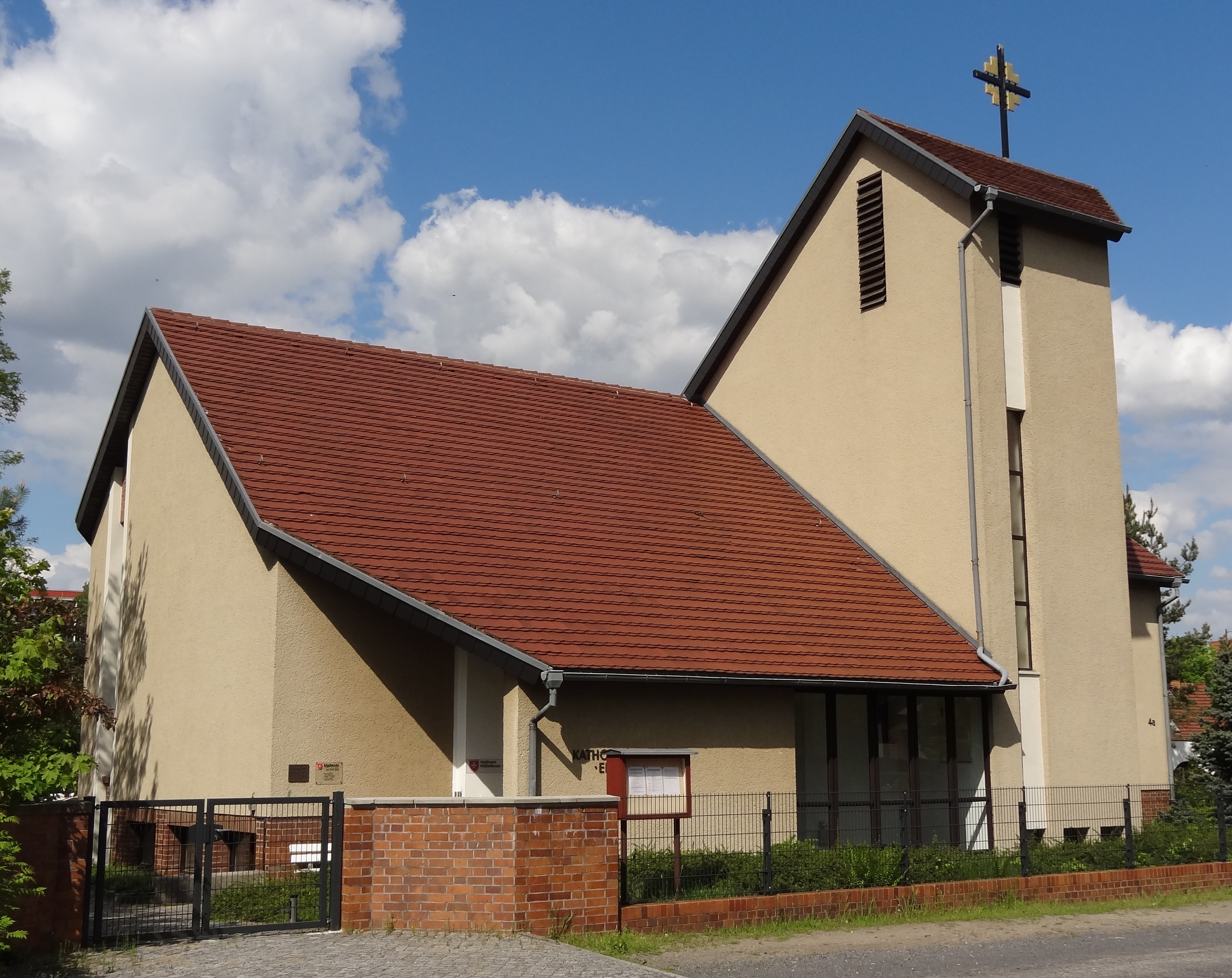
Edith-Stein-Kirche

Der Wasserturm Sachsendorf wurde am 1. Dezember 1897 als Trinkwasserturm für die Stadt Cottbus in Betrieb genommen. Er befindet sich südlich von Sachsendorf in der Nähe des Wasserwerks und zählt zu den Baudenkmalen in Cottbus. Die katholische Edith-Stein-Kirche in der Klopstockstraße wurde 1989 gebaut und zählt zu den letzten in der DDR neu gebauten Kirchengebäuden.
Örtlicher Sportverein ist die SG Sachsendorf, die ihre Heimspiele im Manfred-Buder-Sportpark am westlichen Rand von Sachsendorf austrägt. Östlich von Sachsendorf liegt das Lokstadion an der Lipezker Straße, in dem die U-19-Mannschaft von Energie Cottbus beheimatet ist. Im Süden des Stadtteils liegt zudem das Stadion der Eisenbahner des ESV Cottbus. Des Weiteren liegt das Sportzentrum Poznaner Straße im Stadtteil.
Im Jahr 1998 wurde der Bürgerverein Sachsendorf/Madlow gegründet.

## Infrastruktur
Sachsendorf liegt an der Bundesstraße 169 und knapp anderthalb Kilometer nordöstlich der Anschlussstelle Cottbus-West an der Bundesautobahn 15. Der Stadtteil wird von der Straßenbahnlinie 4 sowie den Buslinien 13, 14, 16 und 17 der Cottbusverkehr GmbH erschlossen. Östlich von Sachsendorf liegt die Bahnstrecke Großenhain–Cottbus.

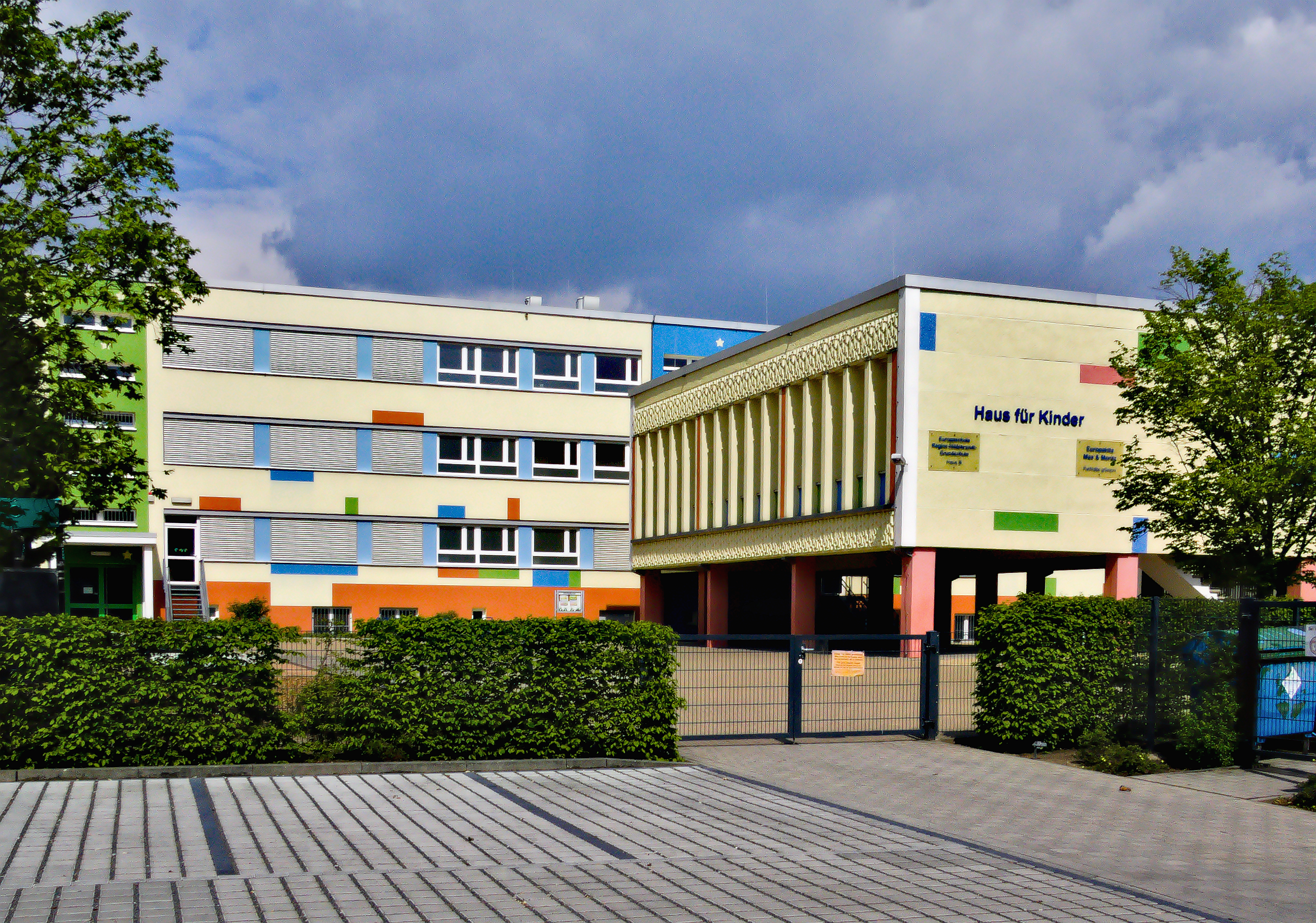
Regine-Hildebrandt-Grundschule

In Sachsendorf befindet sich die Regine-Hildebrandt-Grundschule, die Oberschule Sachsendorf und das Pückler-Gymnasium in Trägerschaft der Stadt Cottbus sowie das Oberstufenzentrum II Spree-Neiße in Trägerschaft des Landkreises Spree-Neiße. Außerdem ist der Stadtteil Standort des Campus Sachsendorf der Brandenburgischen Technischen Universität Cottbus-Senftenberg.
Südwestlich von Sachsendorf liegen ein Wasserwerk der LWG Lausitzer Wasser sowie ein Umspannwerk, das vom Übertragungsnetzbetreiber 50Hertz Transmission betrieben wird.

## Persönlichkeiten
- Hannelore Sachs (1931–1990), Kunsthistorikerin, Denkmalpflegerin und Autorin
- Horst Klawohn (* 1939), Radrennfahrer
- Frank-Rainer Withulz (* 1948), Fußballspieler